# Holovyne
Holovyne (en ukrainien : Головине) ou Golovino (en russe : Головино) est une commune urbaine de l'oblast de Jytomyr, en Ukraine. Sa population s'élevait à 1 785 habitants en 2021.

## Géographie
Holovyne est arrosé par la rivière Bystriïvka (en ukrainien : Бистріївка) et se trouve à 11 km à l'est de Tcherniakhiv, à 27 km au nord-est de Jytomyr et à 120 km à l'ouest de Kiev.

## Histoire
Holovyne s'est développé à partir d'un petit village qui se trouvait à proximité d'une carrière de granite. L'exploitation de la carrière commença officiellement en 1894 ; une quarantaine d'ouvriers y extrayaient de la labradorite. En 1896, le propriétaire de la carrière ouvrit une usine de polissage de dalles pour la construction et la sculpture. En 1926, la carrière fut rattachée au trust « Mineralna sprava » (en ukrainien : Мінеральна справа), dont le siège se trouvait à Moscou, puis en 1939 à « Oukrminou » (Укрміну). Les travailleurs de la carrières participèrent à la construction du mausolée de Lénine, à Moscou, qui fut terminé en octobre 1930. Après l'occupation allemande, pendant la Seconde Guerre mondiale, la carrière reprit son activité en 1946. La labradorite décorative de Holovyne a été employée dans un certain nombre de stations des métros de Moscou, Saint-Pétersbourg et Kiev, et dans plusieurs constructions à Moscou (Université Lomonossov, Palais des Congrès au Kremlin, monument du soldat inconnu) et à travers le monde (mausolée de Georgi Dimitrov à Sofia et mausolée de Hô Chi Minh à Hanoï, etc.).

## Population
Recensements (*) ou estimations de la population :
| 1989* | 2001* | 2008  | 2009  |
| ----- | ----- | ----- | ----- |
| 2 273 | 1 969 | 1 980 | 1 995 |

| 2010  | 2011  | 2012  | 2013  |
| ----- | ----- | ----- | ----- |
| 2 056 | 2 109 | 2 122 | 2 034 |

| 2021  | - | - | - |
| ----- | - | - | - |
| 1 785 | - | - | - |

## Transports
Par la route, Holovyne se trouve à 14 km de Tcherniakhiv et à 32 km de Jytomyr.